# Chiesa di San Vito (Valle Castellana)
La chiesa di San Vito si trova nell'omonima frazione del comune di Valle Castellana, in provincia di Teramo.

## Storia
La chiesa di San Vito fu edificata dai benedettini nella prima metà del XII secolo, e fu una dipendenza dell'abbazia di Farfa. La struttura originaria era con una sola navata a pianta rettangolare terminata con un'abside semicircolare posta sulla parete posteriore del presbiterio.
Negli anni trenta la chiesa fu ristrutturata con l'aggiunta sul fianco sinistro dell'attuale navata principale, perpendicolare alla precedente.

## Architettura

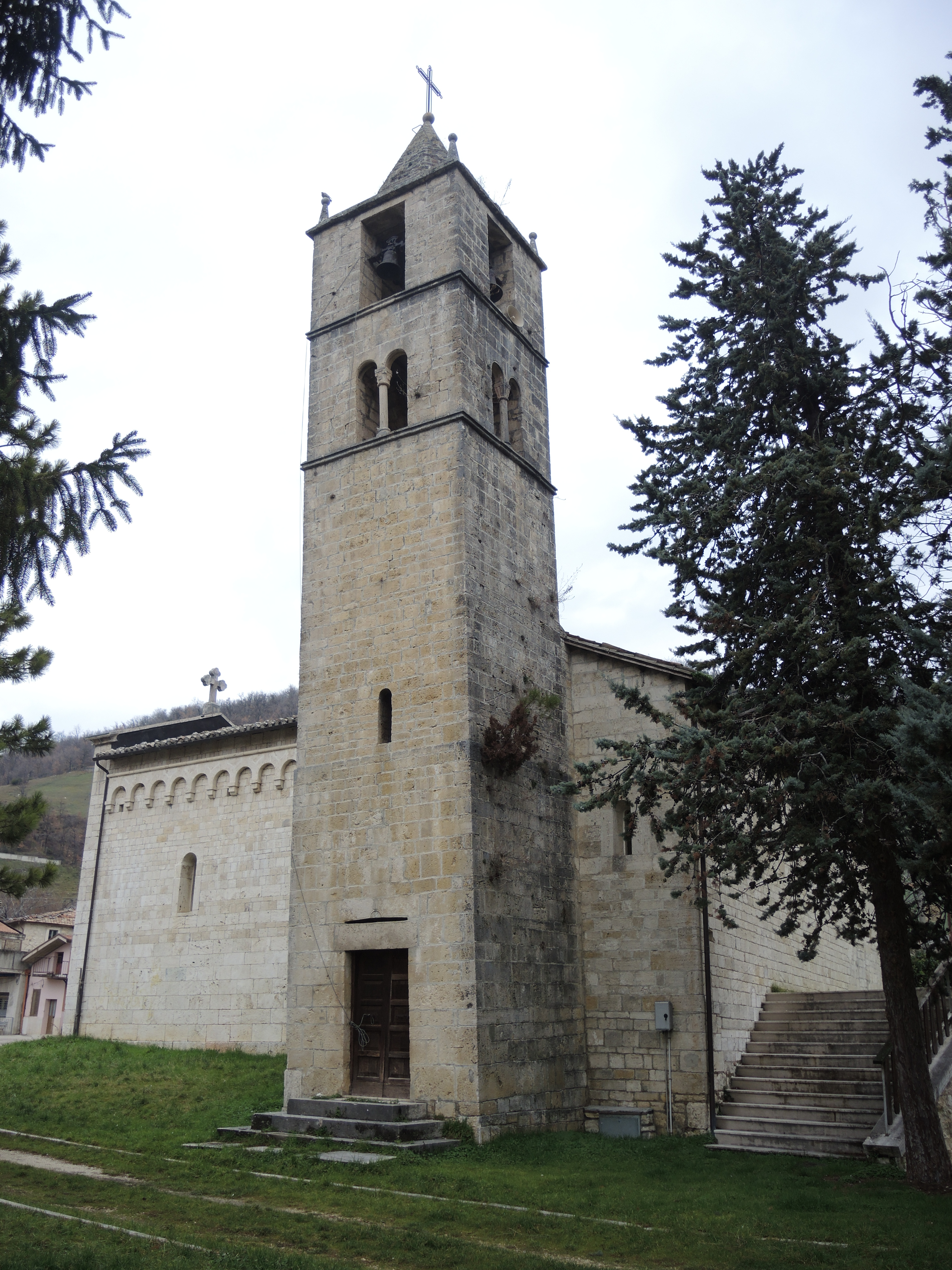
Campanile

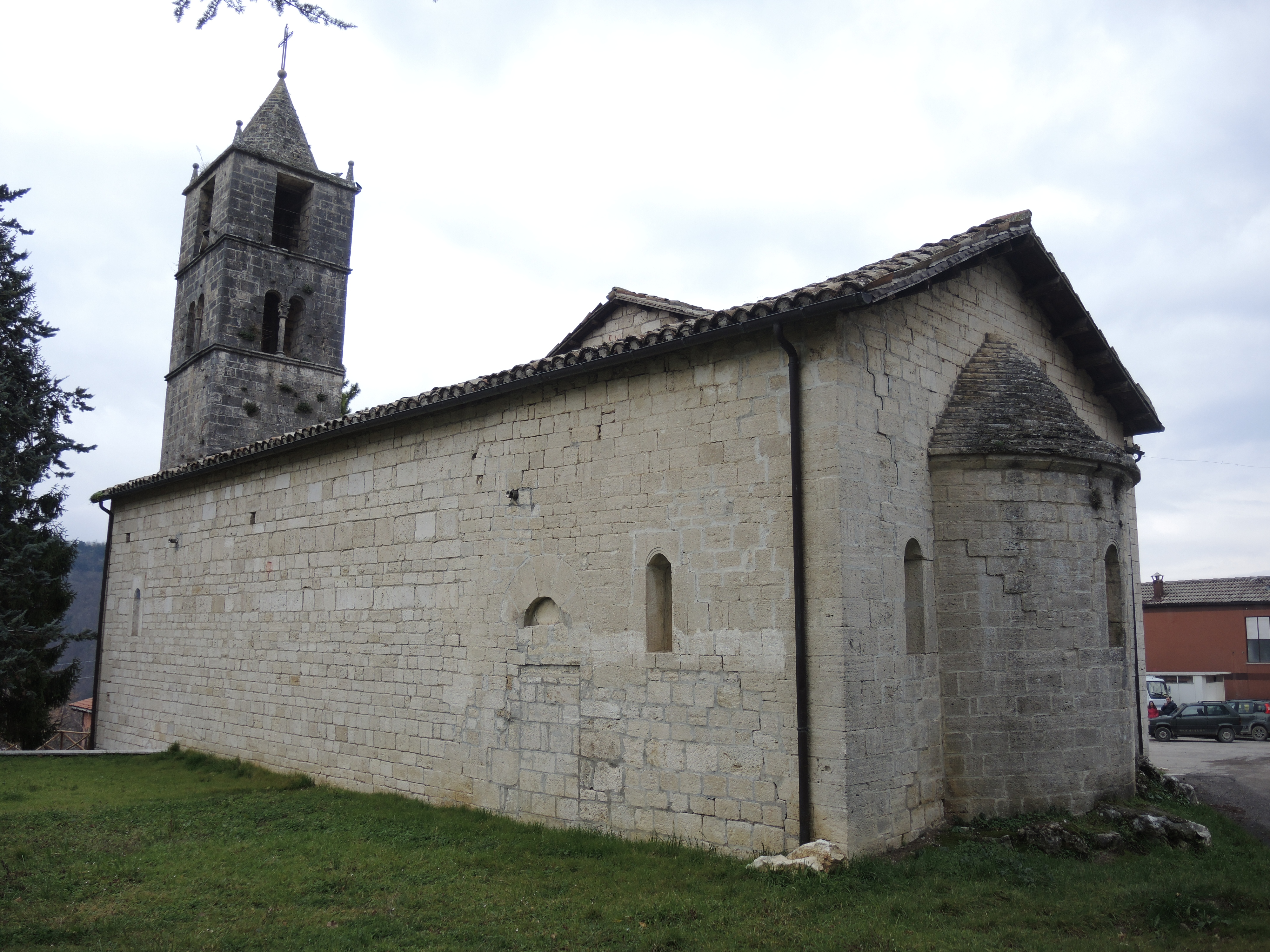
Abside e navata originale

La navata della chiesa originale si individua nella struttura che va dall'abside, attualmente sul fianco sinistro della chiesa, al campanile, sul fianco destro.

Il campanile si trova in posizione avanzata rispetto alla vecchia facciata ed in asse con la navata originale. Alla base del campanile si trova il vecchio portale di ingresso alla chiesa mentre in alto si trovano una bifora per lato e termina con una guglia sopra il vano delle campane. 
La posizione staccata rispetto al resto dell'edificio fa ipotizzare che la torre sia preesistente rispetto alla costruzione della chiesa ed avesse funzioni difensive, ipotesi supportata anche dalla costruzione massiccia della base.
L'attuale facciata principale, invece, è caratterizzata da un rosone posto tra il portale ed il frontone. La lunetta del portone è ornato da mattonelle in ceramica che raffigurano scene di santi.
Il tetto della navata è a capanna con capriate in legno a vista; anche l'abside ha una copertura a capriate e la calotta ha una copertura con lastre di pietra a gradoni.
All'interno si trovano anche degli affreschi, oggetti di un recente restauro, oltre a due trittici di Carlo Crivelli, attualmente presso la pinacoteca civica di Ascoli Piceno.